# Dr. Arthur Krause
Dr. Arthur Krause es un grupo sueco enmarcado en el sonido del rock gótico y darkwave. Su estilo musical enlaza con el rock gótico de los 80 y su principal influencia es la banda Sisters of Mercy, aunque también se citan otras como The Mission UK, Joy Division, David Bowie o Depeche Mode. Sus principales elementos característicos son la voz profunda del cantante, que recuerda a la de Andrew Eldritch y el uso de batería programada.
La banda se fundó en el año 2001 en Gothenburg, Suecia. Ha participado en diversos festivales (Gothenburg Gothic Gathering) y sus canciones constan en diversos recopilatorios de rock gótico. Recientemente la banda firmó con un gran distribuidor (CMS) para poder realizar conciertos en toda Europa. En 2007 sacaron su último trabajo hasta la fecha, When Love is Dead.

## Miembros de la banda
·Miembros actuales:

· Dr. Arthur Krause (cantante, guitarra, programación de batería, teclados)

· Andre Robsahm (bajo, coros)

· Fredrik Thell (guitarra)

·Miembros anteriores:

· Peter Hageus (guitarra, coros) entre 2004-2008

· Sara Thor (guitarra, coros) entre 2001-2005

· Mr. Lemon (máquinas, coros) entre 2001-2004

## Discografía
· Before and after (2004)

· The Lake (EP) (2007)

· When Love is dead (2007)

## Enlaces
· Página oficial: http://drarthurkrause.se/

· Entrevista al grupo.
- Datos: Q5814021